# أولدهام الغربية ورويتون (دائرة انتخابية في المملكة المتحدة)
أولدهام الغربية ورويتون (بالإنجليزية: Oldham West and Royton)‏ هي إحدى الدوائر الانتخابية في المملكة المتحدة الممثلة في مجلس العموم في برلمان المملكة المتحدة.
عضو البرلمان الذي يمثلها حالياً هو :Rt Hon Michael Meacher (Lab).